# إكيليل برتقالي
إكيليل برتقالي (الاسم العلمي:Coronilla aurantiaca) هي نوع غير مؤكد من النباتات يتبع جنس الإكيليل من الفصيلة البقولية.